# Carlo Pavese
Carlo Pavese (Torino, 23 marzo 1971) è un direttore di coro e compositore italiano.

## Biografia
Dopo il diploma in musica corale presso il Conservatorio "G. Verdi" di Torino ha conseguito la borsa di studio dell'Associazione De Sono grazie alla quale si è recato in Svezia per studiare con Gary Graden del quale diventerà assistente presso il St. Jacobs Kammarkör. Successivamente ha seguito corsi e masterclasses con Eric Ericson, Tõnu Kaljuste, Frieder Bernius, Ragnar Rasmussen. 
Ha fondato l'Ensemble vocale siryn di Stoccolma e nell'anno 2000 il Torino Vocalensemble coro di cui è stato direttore artistico sino al 2012. Nel 2001 ha conseguito il secondo premio al Concorso Internazionale di Budapest per Giovani Direttori di Coro.
Dirige dalla sua fondazione, nel 2003, il Coro G di Torino, composto da giovani tra i 18 e 28 anni. Nel 2005 è diventato direttore artistico dell'associazione Piccoli Cantori di Torino, dove dirige l'omonimo coro di voci bianche, i Giovani Cantori di Torino e la scuola di musica e organizza la rassegna internazionale "Voci in movimento" a Torino. Dal 2017 al 2019 è stato direttore del Coro Giovanile Italiano, assieme a Luigi Marzola.
Svolge un'intensa attività di direttore e di docente di direzione, interpretazione e improvvisazione corale in Italia e in Europa. Sue composizioni, per la maggior parte rivolte alla musica vocale e corale, sono state registrate dalla Radio Bavarese e Radio slovena. Svolge inoltre attività di arrangiatore e orchestratore. È stato Artistic Manager del Festival Europa Cantat Torino 2012. È presidente della European Choral Association - Europa Cantat per il triennio 2018-2021, dopo due mandati come vicepresidente dal 2012 al 2018.